# Pachomovocultuur
De Pachomovocultuur (Russisch: Пахомовская культура) was een archeologische cultuur uit de bronstijd in West-Siberië, aan de noordelijke rand van het Andronovo-cultuurgebied.
In het westen grensde het aan de Tsjerkaskoelcultuur.
De cultuur werd eind jaren tachtig beschreven op basis van materialen verkregen door expedities van de Staatsuniversiteit van de Oeral tijdens opgravingen van nederzettingen en begraafplaatsen uit de late bronstijd in het Tobol-Irtysj-interfluvium.
Aardewerk werd was aanwezig in potten met geometrische patronen (driehoeken, ruiten, zigzaglijnen en meanders). Bij opgravingen werden pijlpunten van been gevonden. De gebouwen hadden een frame- en paalconstructie.
De basis van de economie was de jacht en visserij. Ook paardenfokkerij en rundveehouderij werden beoefend.
De Pachomovocultuur werd vervangen door de Soezgoencultuur